# Зунгу, Бонгани
Бонгани Зунгу (англ. Bongani Zungu; 9 октября 1993, Дудуза, Южно-Африканская Республика) — южноафриканский футболист, полузащитник. Выступал за сборную ЮАР по футболу.

## Клубная карьера

### «Дайнамоз» (Гияни)
С 2010 по 2012 год выступал за «Дайнамоз» из Гияни.

### «Юниверсити оф Претория»
1 августа 2012 года перешёл в Футбольный клуб «Юниверсити оф Претория», дебютировал в чемпионате ЮАР за команду в гостевом матче против «Ламонтвиль Голден Эрроуз» (1:0), выйдя на замену на 80 минуте матча. Первый гол за команду в лиге забил в ворота «Орландо Пайретс» (1:3). Всего в сезоне местного чемпионата он забил 7 мячей, отличившись также в матчах против клубов «Блумфонтейн Селтик» (2:1), «Платинум Старз» (2:2), оформил дубль в ворота «Амазулу», забил по мячу в ворота «Мамелоди Сандаунз» и «Блэк Леопардс». В общей сложности за клуб провёл 25 матчей, забил 7 голов и получил 7 жёлтых карточек.

### «Мамелоди Сандаунз»
2 июля 2013 года перешёл в «Мамелоди Сандаунз». В национальном чемпионате дебютировал против «Блумфонтейн Селтик» (3:1), а единственный гол за клуб в лиге забил в матче против «Аякс Кейптаун» (2:2). 30 января 2016 года получил травму — перелом голени. С клубом выиграл чемпионат ЮАР в сезонах 2013/14 и 2015/16, а также Кубок страны в сезоне 2015/16. Стал серебряным призёром в сезоне 2014/15. В общей сложности за клуб провёл 58 матчей, забил 1 гол и получил 13 жёлтых карточек.

### «Витория Гимарайнш»
1 июля 2016 года игрок перешёл в португальский футбольный клуб «Витория Гимарайнш» на правах свободного агента. За вторую команду клуба во Второй лиге сыграл 2 матча.
Привлекался к участию в матчах основной команды «Витория Гимарайнш», с которой 1 января 2017 года подписал полноценный контракт. Первый гол за команду забил в матче против «Пасуш де Феррейра» в Кубке лиги (2:2). Также взял ворота лиссабонской «Бенфики» в матче Кубка Португалии. С клубом выиграл Кубок Португалии в сезоне 2016/17. В лиге провёл 19 матчей и забил 1 гол, в кубке провёл 5 матчей и забил 1 гол, в Кубке лиги провёл 3 матча и забил 1 гол. Также провёл матч в Суперкубке Португалии. В общей сложности за клуб провёл 27 матчей, забил 3 гола и получил 6 жёлтых карточек.

### «Амьен»
31 августа 2017 года, в последний день трансферного окна, за 2 миллиона евро перешёл во французский «Амьен», подписав контракт до 30 июня 2021 года. Дебютировал за команду 9 сентября того же года в матче против «Страсбура» (1:0), выйдя на замену на 64-й минуте матча. Первый гол за команду забил в ворота «Меца» (2:0).

## Карьера в сборной
Летом 2019 года Бонгани был включён в заявку своей национальной сборной ЮАР на Кубок африканских наций в Египте. Во втором матче против Намибии он забил гол на 68-й минуте, а команды одержала победу 1:0. В матче 1/4 финала против Нигерии забил единственный гол своей сборной, однако команда уступила 1:2.